# Michael Rockefeller

Új-Guinea nyelvi csoportjai. Az asmatokat a sziget déli részén narancssárga színnel jelöli a térkép.

Michael Rockefeller (New York, 1938. május 18. – eltűnt Új-Guinea partjainál, 1961. november) amerikai antropológus, akinek 1961-es eltűnése nagy port kavart esemény volt, halálának a körülményei a mai napig nem tisztázottak.

## Élete
Michael Rockefeller a nagy hatalmú és gazdag amerikai Rockefeller-családnak volt a tagja. Édesapja Nelson Rockefeller (1908–1979) New York állam kormányzója, később az Amerikai Egyesült Államok alelnöke. Nelson Rockfellert érdekelték a természeti népek, ezért saját költségén 1954-ben múzeumot alapított New Yorkban. A Primitív Művészet Múzeumának műtárgyai nagy hatással voltak 1938-ban született Michael fiára, aki eltökélte, bővíteni fogja édesapja gyűjteményét. Venezuelai és japán körútja után Holland Új-Guineára utazott, hogy az akkoriban megismert, a sziget elzárt, középső részén, a Baliem-völgyében élő dani nép kultúráját tanulmányozza más antropológusokkal. Az út sikeres volt, és 1963-ban anyagából – már Rockfeller feltételezett halála után – Robert Gardner közreműködésével nagy sikerű dokumentumfilm is készült Halott madarak címmel.
Rockefeller az első új-guineai útja sikerén felbuzdulva újabbat szervezett, ezúttal a sziget déli, de ugyancsak nehezen megközelíthető oldalán élő asmatok földjére.

## Eltűnése
Az asmatok a danikhoz hasonlóan az európai civilizáció szemszögéből nézve igen elmaradott, ősvilági népnek számítottak az 1960-as években, számos, a modern világ szokásrendszerétől jelentős mértékben elütő szokással és viselkedési formával. Tekintve, hogy a nép egyes tagjai feltételezhetően még fehér emberrel sem találkoztak, tanulmányozásuk érdekes feladatnak ígérkezett a tudomány világában feltörekvő fiatal Rockefeller számára.
Az ekkor is még mindössze 23 éves Rockefeller nem szervezett nagy kutatócsoportot: csak egy fehér munkatársat, René Wassing holland antropológust (1927–2011) és két őslakos kísérőt választott maga mellé. Egy motorcsónakon indultak útnak a sziget déli partja mentén az asmatok által lakott Otsjanep település felé, azonban a jármű meghibásodott. Ekkor a 2 őslakos vállalta, hogy kiúszik a partra, és visszamegy az európai támaszpontra segítéségért. Ez meg is történt, de a motorcsónak továbbsodródott. Félve, hogy idejében nem érkezik segítség, a csónak pedig kisodródik a nyílt óceánra, Rockefeller is úgy döntött, hogy megpróbál kiúszni az ekkor már több km távolságra lévő szigetre. Wassing a sziget felé úszva látta utoljára Rockefellert.
A korábban elküldött két őslakos kísérő végül visszajutott az európai központba, és onnan segítséget is küldtek Wassinghoz kimentve a motorcsónakból.

## Keresések
Eltűnésének hírül vétele után azonnal megindult Michael Rockefeller keresése. Még édesapja, Nelson Rockefeller is a szigetre repült. Hajók, repülőgépek és helikopterek vizsgálták át a megjelölt vidéket, de nem akadtak az eltűnt fiatalember nyomára. Elképzelhetően látszott, hogy az, a szigetre úszás közben kimerülve belefulladt a tengerbe, vagy sósvízben élő krokodilok, cápák áldozata lett. Felmerült ugyanakkor az is, hogy talán mégiscsak elérhette a partot, és ezt követően vesztette életét – esetleg a kannibál szokásokkal is rendelkező asmatok között.

## Carl Hoffman kutatásai

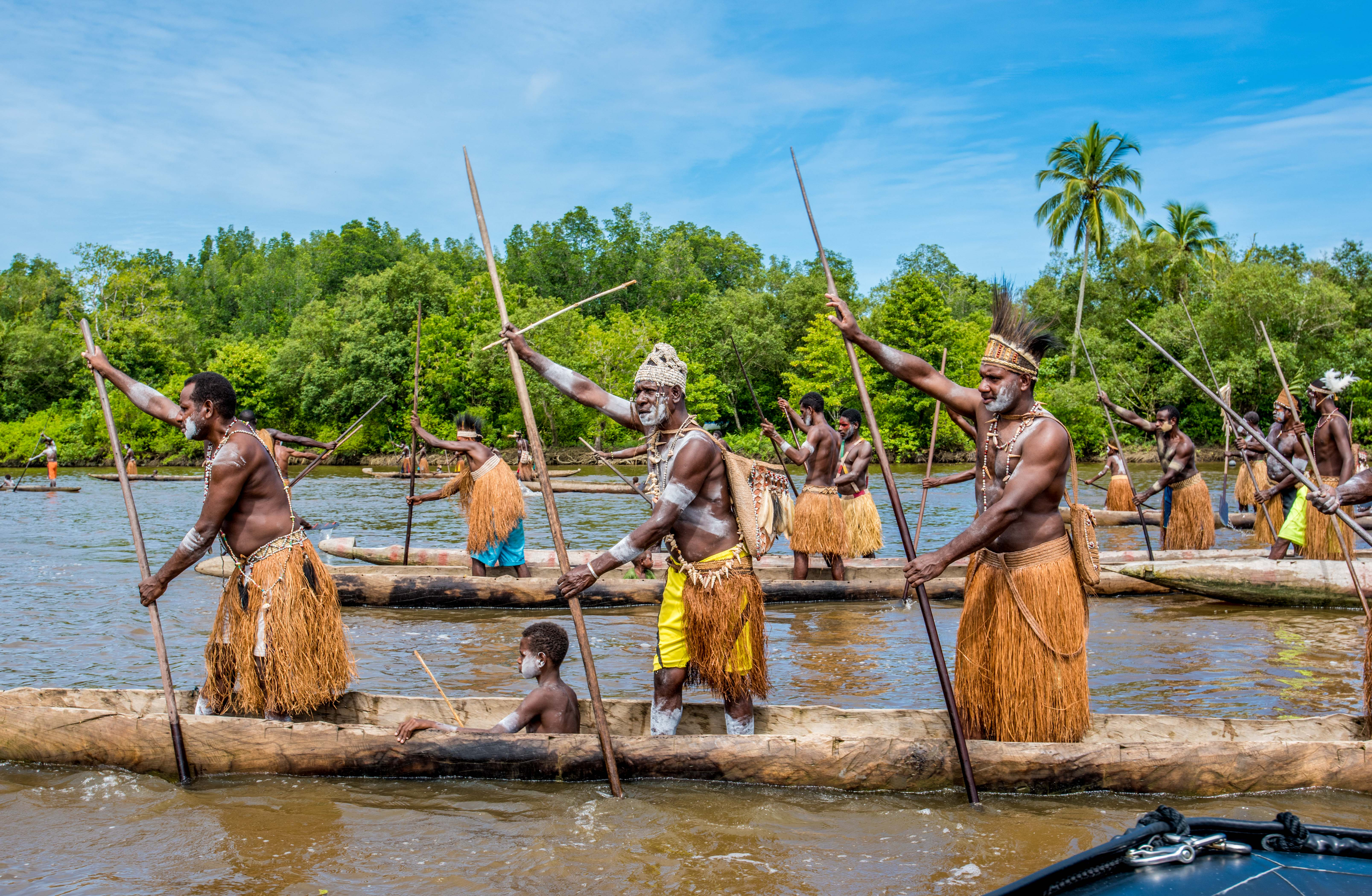
Csónakos asmatok (2018-as felvétel)

53 évvel Rockefeller eltűnése után, 2014-ben a National Geographic újságírója, Carl Hoffman Új-Guineába ment, hogy amit még lehet, kiderítsen az eseményről. Kutatásait „Vad termés: A kannibálok, a gyarmatosítás és Michael Rockefeller primitív művészetért való tragikus kutatásának története” című könyvében foglalta össze. A műben állást foglal amellett, hogy az eltűnt Rockefeller elérte a sziget partját, majd az asmatok ölték meg őt. Állításai szerint ez már az 1960-as években sem volt kérdés, de valamilyen okból kifolyólag nem kapott nyilvánosságot. Egyes feltételezések szerint a terjeszkedő Indonézia által Holland Új-Guineára gyakorolt nyomás állhatott ennek hátterében, a holland hatóságok pedig attól féltek, ha a külvilág azt látja, hogy nem tudják megfékezni az őslakosokat, annál hamarabb elveszíthetik a területet.
Hoffman úgy tudja, hogy az eltűnés kivizsgálására 1962-ben kiküldött Wim van de Waal rendőrtiszt látta is Rockefeller koponyáját, amelyet az asmatok mutattak meg neki. Hoffman 2014-ben az asmatok közé, Otsjanepbe érve nem hozta nyilvánosságra, hogy Rockefeller eltűnése után kutat. A helyi asmatok nem voltak hajlandók beszélni vele, Hoffman tolmácsa szerint attól félve, hogy a kutató felderíti az asmatok körében széles körben ismert fél évszázaddal azelőtti bűntényt. Állítólag egy helyi kisebb, 1950-es évek végén kezdett törzsi háborúskodás, és a holland békefenntartók beavatkozásainak időszakának közepette ment Rockefeller a területre. A történet szerint a partra úszva egy asmat csónakos csoport találkozott vele. A hollandokra haragos asmatok megölték fehér Rockefellert, pontosabban levágták a fejét, meglékelték a koponyáját, és elfogyasztották az agyát. Ezt követően megsütötték és megették a húsát, combcsontjaiból tőröket faragtak, sípcsontjaiból pedig halászathoz szigonyhegyeket készítettek. Vérét is összegyűjtötték, és magukra öntötték, miközben rituális táncokat lejtettek, és szexuális aktusokat hajtottak végre.

## Egyéb teória
Az emberölést és kannibalizumst taglaló teória mellett az verzió is ismert, miszerint nem halt meg, hanem beilleszkedett a sziget törzsei közé és velük élt tovább. Nagyjából tíz évvel az eltűnés után a National Geographic az aszmat területeken forgatott, és az egyik felvételén egy csapat meztelen aszmat férfival együtt evezett egy fehér bőrű, szakállas férfi is, akit egyesek Rockefellerként azonosítottak. Ha ő is volt az nem világos miért döntött volna a teljes elrejtőzés mellett. Akár vízbe fúlt, akár állati vagy emberi támadás áldozata lett, akár a beilleszkedés mellett döntött, egyik teória igazolására sem került elő kétséget kizáró bizonyíték.

## Fordítás
- Ez a szócikk részben vagy egészben  a   Michael Rockefeller című angol Wikipédia-szócikk fordításán alapul.  Az eredeti cikk szerkesztőit annak laptörténete sorolja fel. Ez a jelzés csupán a megfogalmazás eredetét és a szerzői jogokat jelzi, nem szolgál a cikkben szereplő információk forrásmegjelöléseként.